# Kiyoko Ono
Kiyoko Ono (小野 清子?, Ono Kiyoko; Iwanuma, 4 febbraio 1936 – 13 marzo 2021) è stata una ginnasta giapponese.
È morta nel marzo del 2021 per complicazioni da Covid-19.

## Palmarès

### Olimpiadi
- 1 medaglia:
  - 1 bronzo (Tokyo 1964 a squadre)

### Mondiali
- 1 medaglia:
  - 1 bronzo (Praga 1962 a squadre)